# Alburitel
Alburitel es una freguesia portuguesa del concelho de Ourém, con 11,51 km² de superficie y 1.163 habitantes (2001). Su densidad de población es de 101,0 hab/km².